# Руда (репер)
Милош Рудић, познатији под уметничким надимком Руда, јесте српски репер.
Припада новом таласу српскога хип-хопа. Постао је познат широј јавности по националистичким и родољубивим песмама у којима се слави српска нација (поготову у Црној Гори), национална повест, православље. Због тих тема, његови обожаваоци у шали га називају савременим гусларом („млади Рудић гусла као Вишњић”).

## Лични живот
Одрастао је и живи у новобеоградскоме Блоку 21 и навијач је СД „Црвена звезда”.